# Cecilia Vennersten
Cecilia Vennersten, geboren als Birgitta Cecilia Vennersten-Ingemans (26 september 1970) is een Zweedse popzangeres.
Haar carrière begon met een tweede plaats in het Melodifestivalen van 1995 met het liedje Det vackraste. Dit liedje werd later ook genomineerd voor de Grammis, de Zweedse versie van de Grammy Award. Haar eerste album, met de naam Cecilia Vennersten, werd hetzelfde jaar uitgebracht en werd een groot succes in Zweden en Noorwegen. In 1997 werd haar tweede album, Till varja leende, uitgebracht. In 2005 deed ze weer mee aan het Melodifestivalen met de ballad Var mig nära, maar daarmee haalde ze de finale niet. In 2006 werd haar derde album, Under stjärnornas parasoll, uitgebracht.
- Bibsys: 8027084
- International Standard Name Identifier: 0000 0001 2969 1827
- Library of Congress Control Number: no2013097887
- MusicBrainz: 281ef2ea-f41a-4a72-8b54-0e507fcd3c85
- Virtual International Authority File: 225880698